# Assassinat de Gaspard II de Coligny

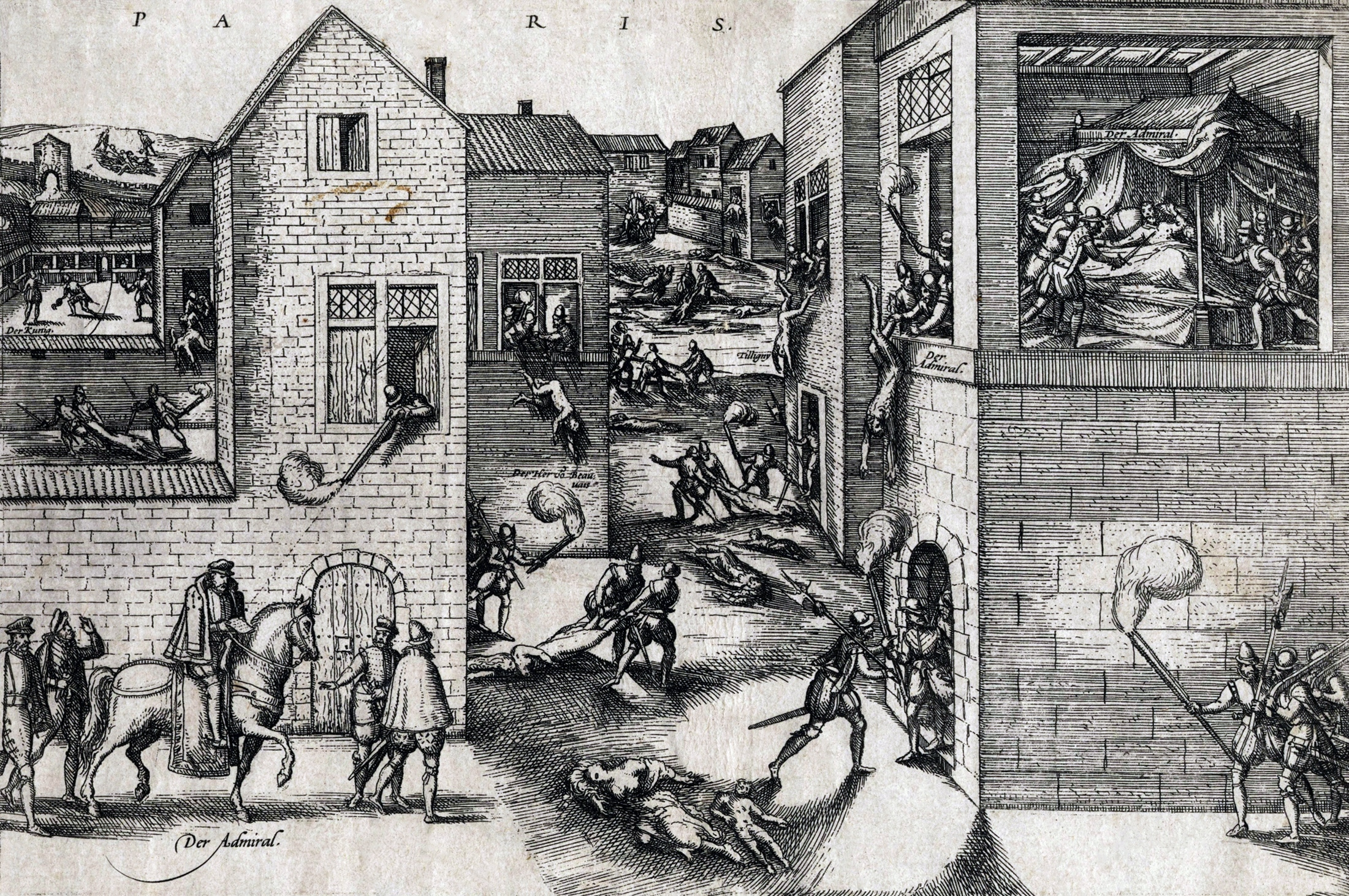
Cette représentation populaire par Frans Hogenberg montre la tentative d'assassinat de Coligny le 22 août sur la gauche, et son meurtre le 24 août sur la droite.

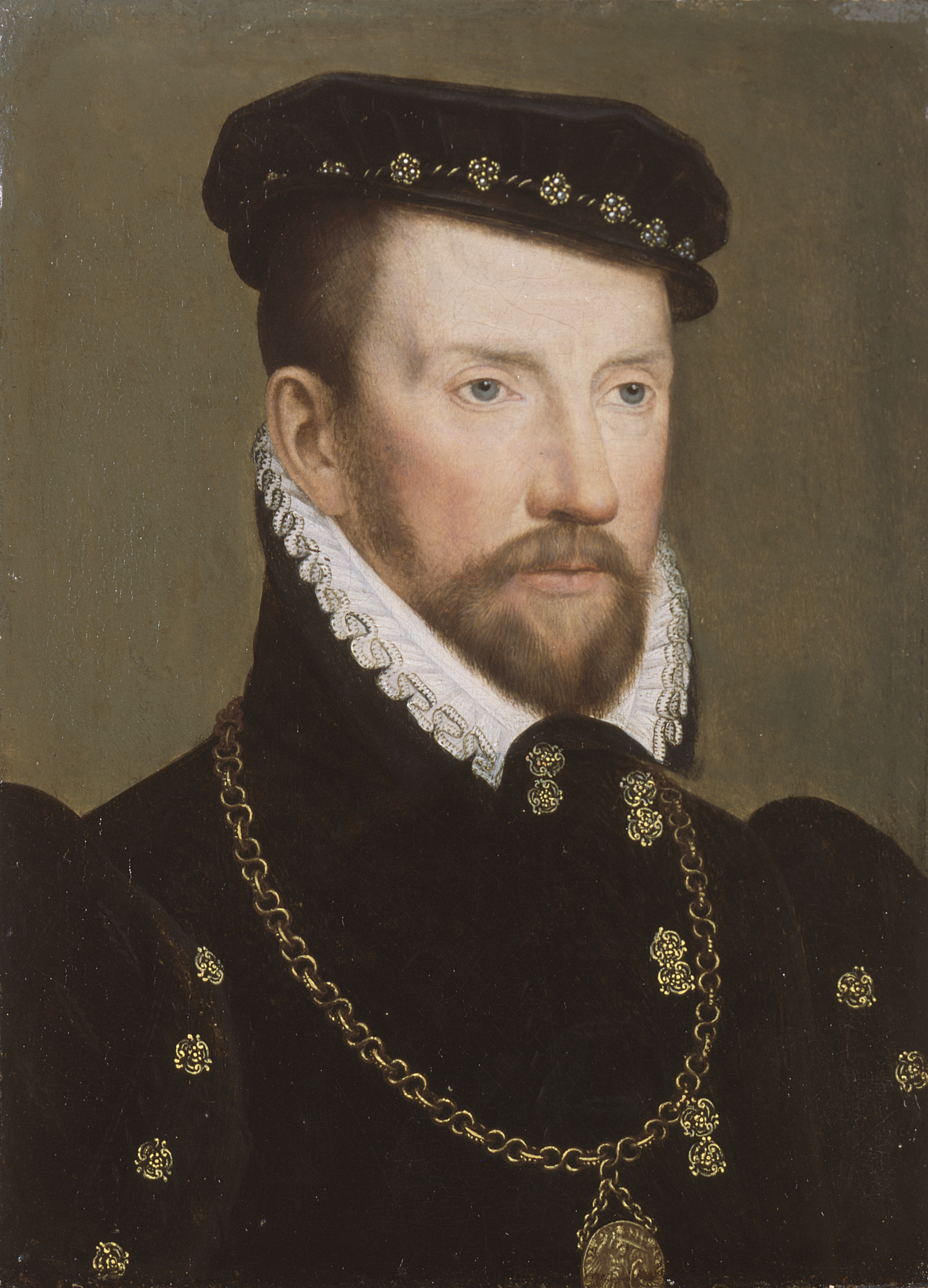
L'amiral Gaspard II de Coligny, chef des Huguenots.

L'assassinat de Gaspard II de Coligny, amiral de France, le 24 août 1572 est, avec sa tentative d'assassinat deux jours plus tôt, le prélude au massacre de la Saint-Barthélemy, un des événements majeurs de l'histoire des guerres de religion en France.
Les historiens ont longtemps débattu des divers responsables de l'attentat puis de l'assasssinat. La querelle de Coligny avec le duc de Guise Henri Ier tout au long des années 1560 et son désir de mettre la France en conflit avec l'Espagne sont souvent cités comme des facteurs clés. L'attentat contre sa vie a eu lieu dans le sillage du mariage entre Henri de Navarre et Marguerite de Valois, très médiatisé et qui devait finaliser la paix de Saint-Germain-en-Laye signée par Catherine de Médicis, son fils Charles IX (roi de France) et Gaspard II de Coligny.

## Prélude

### Période de paix
Dans la perspective de retourner à la cour, l'amiral Coligny, chef des Huguenots, n'avait une confiance que très relative des promesses de sécurité de la couronne de France et décide de s'établir hors de La Rochelle de la fin de 1570 à 1571. En 1571, il épouse Jacqueline de Montbel d'Entremont, héritière de terres importantes à la frontière dauphinoise, ce qui lui ouvre des perspectives territoriales en Savoie. Le duc de Savoie, opposé à ce mariage, et le roi d'Espagne étaient convaincus qu'il complotait contre eux. L'enthousiasme pour le projet de mariage entre Navarre et Marguerite de Valois conçu comme un moyen de sceller le traité de paix de Saint-Germain-en-Laye n'était pas partagé par tous les dirigeants huguenots. La reine de Navarre, Jeanne d'Albret est ambiguë sur cette perspective et Coligny y est d'abord plutôt réticent de peur de voir Henri de Navarre s'éloigner de la sphère d'influence Bourbon-Châtillon avec une abjuration,, puis plutôt favorable pour éloigner les Guise et espérer une conversion de la jeune Marguerite de Valois. Après avoir longtemps résisté à la cour de France, Jeanne d'Albret vient en mars discuter et finalement signer le contrat de mariage le 11 avril 1572. À l'approche du mariage, de nombreux nobles huguenots arrivent dans la capitale pour les célébrations. Il devient difficile de manquer un tel événement pour cimenter la paix et un mariage aussi prestigieux. Les Guise et leurs proches s'installent quant à eux, à l'Hôtel de Guise,.
En septembre 1571, Coligny arrive à la cour, laquelle s'est rendue à Blois. Il loge au château entouré des 50 gentilshommes couchés sur des paillasses tout autour de lui pour le protéger. Coligny est comblé de faveurs par le roi recevant une généreuse abbaye de 20 000 écus de rente, une année des bénéfices ecclésiastiques du cardinal de Châtillon et un don de 100 000 livres pour remeubler sa maison de Châtillon. Il se voit surtout réintégré au conseil du roi,,,. Entre cette réadmission et août 1572, Coligny ne reste cependant présent à la cour que 5 semaines, et son influence réelle est très limitée, malgré les craintes des militants catholiques qu'il n'influence la politique de Charles IX. Peu avant son départ de la cour, il se plaint auprès de Catherine de Médicis, lors d'une audience secrète, des manigances de ses ennemis et s'engage à se tenir tranquille, à maintenir la paix, au château de Châtillon Pendant son séjour à la cour, le duc de Guise prend congé du roi. En juin 1572, Coligny se présente de nouveau à la cour, accompagné de 300 cavaliers.

### Guerre entre les Guise et Coligny

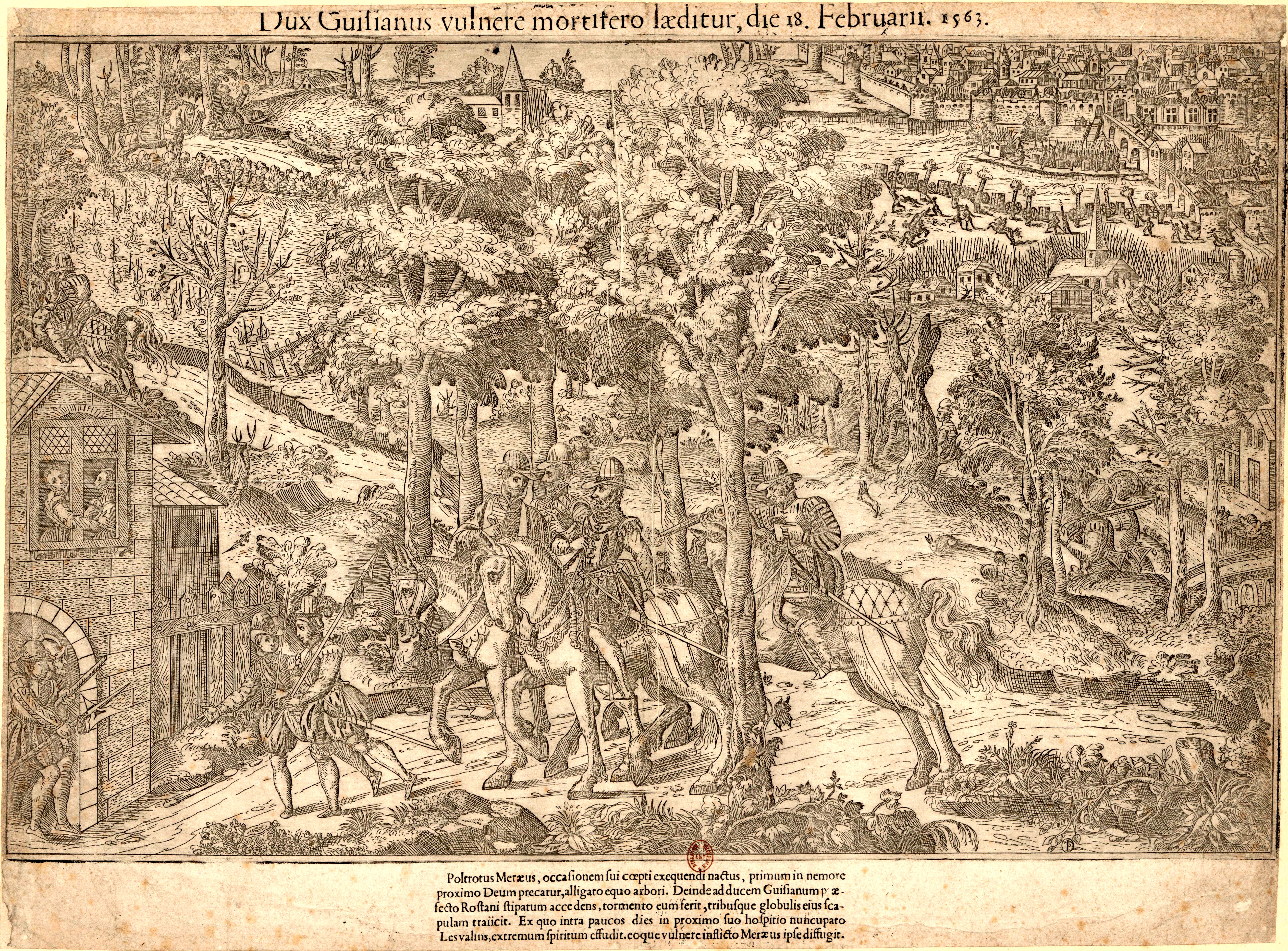
Assassinat du duc François de Guise le 18 février 1563.

Au point culminant du siège d'Orléans en 1563, le protestant Jean de Poltrot de Méré tend une embuscade au duc François de Guise et l'assassine d'un coup de feu,. Sous la torture, Poltrot implique Coligny, Soubise ou Théodore de Bèze comme instigateurs de l'assassinat, mais comme ses allégations changent d'une fois à l'autre, en vient aussi à se rétracter et démentir l'implication de Coligny,,. Coligny, combat alors en Normandie, dénonce ces accusations et exige le droit de contre-interroger Poltrot au Parlement pour laver son nom. Pour cela, il envoie un trompette à la reine avec une lettre réfutant ces accusations mais mentionnant maladroitement que cette mort l'arrange 

« Madame,
Je repousse comme faux et menteur l'interrogatoire du sieur Poltrot de Méré...
j'ai toujours empêché de tout mon pouvoir que de pareilles entreprises fussent exécutées. J'en ai souvent tenu propos à M. le cardinal de Lorraine, à madame de Guise et à Votre Majesté qui se souviendra combien j'ai été opposé à ces coups de main. ...
Dans ces circonstances, je supplie très humblement Votre Majesté d'ordonner que le sieur de Méré soit gardé soigneusement près d'elle, car s'il était conduit à Paris avant de m'avoir été confronté, je craindrais que le parlement ne hâtât son supplice pour charger ma tête de cette imposture et de cette calomnie.
Et cependant, madame, n'imaginez pas que ce que j'en dis soit pour regret que j'aie à la mort de M. de Guise, Non, j'estime que cette mort est le plus grand bien qui pouvait advenir, soit à ce royaume et à l'église de Dieu, soit particulièrement à moi et à toute ma maison. »

 Poltrot est cependant exécuté à la hâte avant la mise en œuvre de la clause d'amnistie de l'édit d'Amboise,.
Le témoignage de Poltrot attise la colère d'Henri de Guise. Pendant ce temps, Condé et Montmorency se sont ralliés à la défense de Coligny au conseil du roi. La paix d'Amboise amnistiant tous les crimes commis durant la guerre de religion, la famille Guise lance alors, le 26 avril 1563, un droit de recours à titre privé. Pour s'assurer qu'une justice convenablement partisane soit choisie pour traiter leur procès, les Guise font une démonstration de force lors de la session du Parlement. Au moment où la décision est prise, avec la présence d'une centaine d'hommes armés des Guise, ils réussissent à obtenir un candidat partisan. Le roi évoquera cependant l'affaire au conseil royal, retirant au Parlement sa juridiction. Cela fait, il s'arrangerait pour que le jugement soit suspendu jusqu'à sa majorité. Tentant de prouver que Guise n'était pas le seul à avoir le pouvoir de faire des démonstrations de force, Coligny entre dans Paris en novembre avec un grand nombre de partisans armés. Catherine convoque les deux au Louvre le 6 décembre dans une tentative désespérée de les calmer. Mais la démarche est vaine, et les deux parties se livrent à divers actes de violences mesquins au cours des semaines à venir, aboutissant au meurtre d'un membre de la garde. Le 5 janvier, le roi prend des mesures plus drastiques pour stopper la querelle et suspend le jugement pour trois années supplémentaires.
Frustrés par l'échec de leur stratégie, les Guise modifient leur approche. Ils veulent montrer que leur griefs contre Coligny ne sont pas que d'origine confessionnelle et cherchent l'appui de Condé en soulignant à quel point Montmorency et Châtillon étaient des maisons parvenues par rapport à de vrais princes comme eux. Condé de leur côté, Charles de Lorraine (oncle de Henri de Guise), planifie une entrée armée dans Paris malgré les protestations du gouverneur, le maréchal Montmorency, qui tente de leur dire que les armes ne sont pas autorisées dans la ville de Paris. Néanmoins, le cardinal et le jeune Guise entrent quand même avec une nombreuse suite en armes, et affrontent les forces de Montmorency dans plusieurs escarmouches de rue dans lesquelles ils s'en sortent plus mal et comptant plusieurs morts dans leurs rangs. Humilié Charles de Lorraine et Henri de Guise se retirent dans leur résidence où ils ont été assiégés par les railleries et les risées y compris des Parisiens catholiques.
Au début de 1566, Charles de Lorraine se rend au siège de la cour à Moulins pour faire appel des poursuites contre Coligny. Il poursuit sa stratégie de l'année précédente et se présente comme un champion des droits des princes. Mais les différents princes à la cour ne sont pas intéressés et rejettent ses propositions. Cela permet au cardinal de pousser Guise et Coligny à échanger le baiser de paix. Le jeune Guise refuse de se présenter à Moulins, et refuse aussi de signer quoi que ce soit qui impliquerait l'innocence de Coligny. Guise défie à la fois Coligny et le maréchal Montmorency en duel, mais ils se sentent confiants d'ignorer ses défis. Le roi suit la mise en scène du baiser de paix en envoyant un édit dans lequel l'innocence de Coligny est déclarée le 29 janvier 1566.
En novembre 1571, il a été rapporté que les Guise rassemblaient des fonds et des partisans en Champagne. La noblesse huguenote se rallie autour de Coligny qui se trouve à Châtillon, offrant son soutien si le conflit éclate à nouveau.
En janvier 1572, les Guise demandent le retrait de l'arrêt prononcé à Moulins sur leur querelle avec Coligny,. Le 14 janvier, Guise, son oncle le duc d'Aumale et son frère le duc de Mayenne entrent dans Paris avec une forte escorte de 500 hommes dans une nouvelle démonstration de force. Dans une autre démonstration de fanfaronnade, Guise demande au roi la permission de combattre Coligny en combat singulier. En mars, Charles IX blanchit à nouveau Coligny de toute implication dans l'assassinat du duc François de Guise (en). Satisfait de ne pas être descendu sans tenter de protéger son honneur, il est persuadé en mai par le roi de respecter les termes de l'accord de Moulins qu'il avait évité, ravissant le roi.

### Impacts de la révolte hollandaise
La révolte hollandaise continue d'être étroitement liée à la politique française et aux oppositions entre huguenots et catholiques. Guillaume d'Orange avait combattu aux côtés de Coligny lors du siège de Poitiers en 1569 et, bien qu'il fût parti ensuite pour s'organiser davantage aux Pays-Bas espagnols, son frère Louis de Nassau figure parmi ceux qui restent sur place, opérant depuis La Rochelle sous la protection de Coligny pour attaquer les navires espagnols. Nassau avait également combattu aux côtés de Coligny pendant la troisième guerre civile. Lorsque l'ambassadeur d'Espagne, Alava, se plaint de cette hospitalité au roi Charles, celui-ci rétorque que « son maître ne devrait pas chercher à donner des lois à la France ». En juillet 1571, Charles assiste à une réunion à Fontainebleau avec Louis de Nassau pour discuter des perspectives d'intervention aux Pays-Bas, avec la possibilité d'un partage de ces derniers. Charles de Téligny, cousin et gendre de Coligny, retourne aussi à la cour à cette époque, devenant l'un des premiers nobles huguenots à le faire, et collaborant avec Nassau dans l'espoir de convaincre le roi.

## L'assassinat lui-même

### Planification de l'attentat
Après le mariage de Navarre et de Marguerite, Coligny s'attarde dans la capitale. Il doit discuter avec le roi des violations de l'édit de Saint-Germain, et ne veut partir qu'après avoir acquis des assurances sur leurs résolutions. Auparavant François de Villars, sieur de Chailly a présenté Charles de Louviers, seigneur de Maurevert sous un faux nom aux domestiques d'une maison appartenant à un domestique de la maison de Guise, rue des Fossés-Saint-Germain. Maurevert passe des heures à observer Coligny au cours des jours suivants, guettant ses allées et venues pour se faire une idée de son itinéraire. L'Amiral y passe plusieurs fois par jour, en raison de la situation de la maison entre le Louvre et les logements de Coligny, ce qui en fait un lieu d'attaque opportun.

#### La mort de Coligny

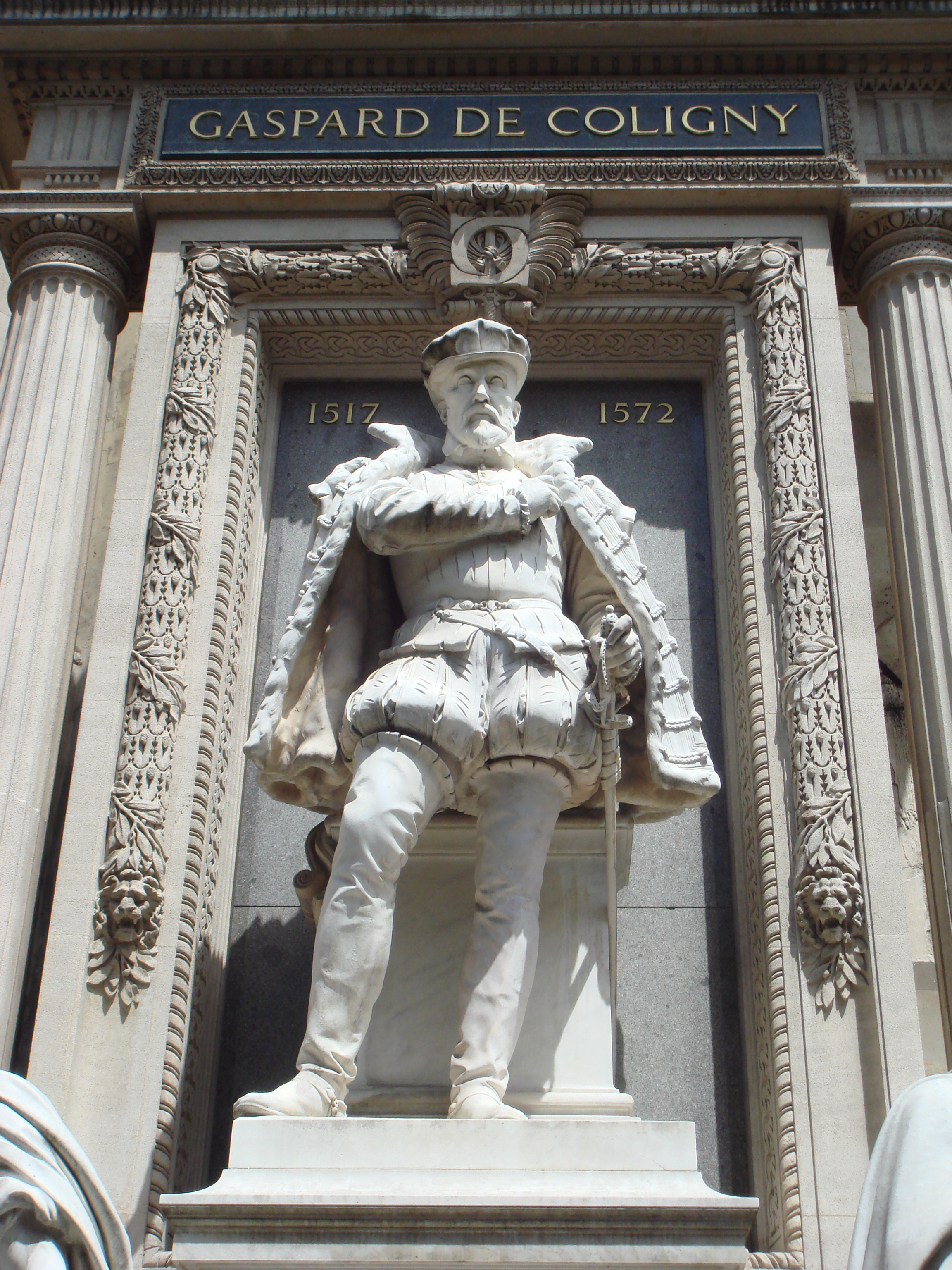
Monument à Gaspard de Coligny, 1889.

Le 22 août 1572, alors que Coligny sort d’une partie de jeu de paume avec le roi, il est blessé par un coup de feu. Le coupable n'est pas démasqué de manière formelle, mais un acte de Maurevert est la piste la plus plausible. À la suite de cette tentative d’assassinat, il est ramené chez lui et reçoit la visite du monarque qui promet de lui rendre justice. Dans la soirée, du 23 août, le Conseil du roi prend la décision de mettre à mort les chefs protestants qui étaient rassemblés à Paris pour le mariage de Marguerite de Valois et d’Henri de Navarre. C'est la mise en route du meurtre collectif contre les chefs protestants, qui va dégénérer en massacre de la Saint-Barthélemy, dans la nuit du 23 au 24 août. 
Gaspard de Coligny est alors le premier assassiné, par les hommes de Henri de Guise. Il est ensuite défenestré,. Le cadavre est décapité et émasculé. Traîné pendant trois jours dans les rues de Paris, le cadavre de l'amiral est retiré d'entre les mains des enfants pour être pendu au gibet de Montfaucon. 
Son tombeau se trouve aujourd’hui dans les jardins du château de Châtillon-Coligny. Un monument à sa mémoire est élevé en 1889 au chevet du temple protestant de l'Oratoire du Louvre, rue de Rivoli. Sur celui-ci, la date de naissance est erronée : Gaspard de Coligny est né en 1519, c'est son frère Odet qui est né en 1517.